# 桑原謙太朗
桑原 謙太朗（くわはら けんたろう、1985年10月29日 - ）は、三重県名張市出身の元プロ野球選手（投手）。右投右打。

## 経歴

### プロ入り前
名張市立名張小学校の4年時に、地元の名張少年野球団で軟式野球を始めた。
三重県内にある津田学園高校への進学後に硬式野球部へ入部すると、1年秋から控え投手としてベンチ入り。3年時の春にエースの座をつかんだものの、在学中には甲子園球場での全国大会とは無縁で、卒業を機に奈良産業大学（現在の奈良学園大学）へ進学した。
奈良産業大学では、1年の秋季近畿学生野球リーグ戦で4勝。4年時（2007年）には、春季の対奈良大学戦で完全試合を達成し大学選手権では初戦完投勝利、秋季に6勝を挙げてチームの3季連続優勝に貢献した。在学中には、リーグ戦通算47試合に登板。26勝2敗、防御率1.38, 255奪三振を記録したほか、最優秀選手、最優秀投手、敢闘賞のタイトルを1回ずつ受賞。さらに、投手部門でベストナインに3回選ばれている。
2007年のNPBドラフト会議で、横浜ベイスターズから3巡目で指名。契約金7000万円、年俸1200万円（金額は推定）という条件で入団した。背番号は38。

### 横浜時代

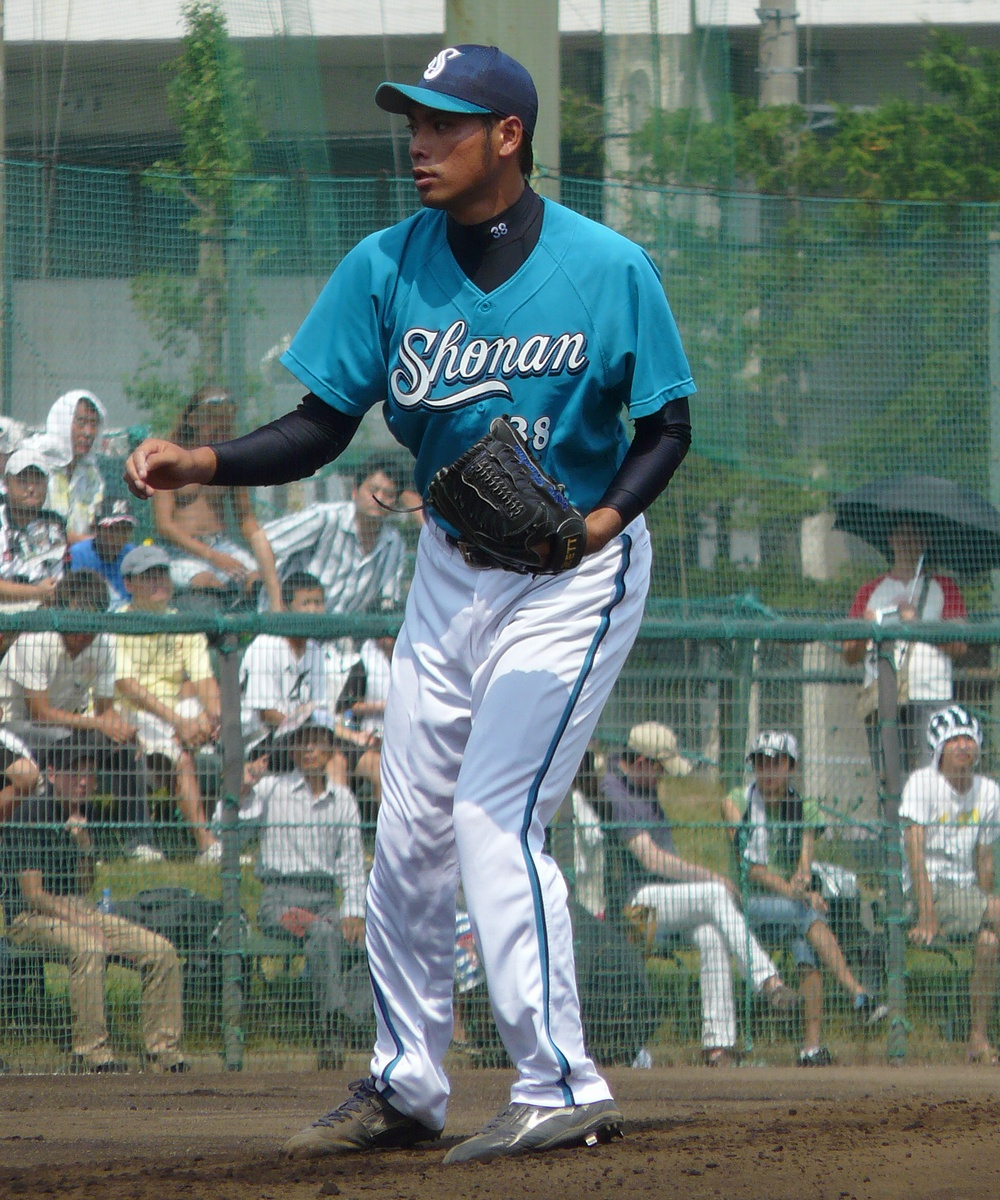
湘南シーレックス時代（2010年8月27日）

2008年には、レギュラーシーズン開幕直後の4月6日に、対広島東洋カープ戦（広島市民球場）8回裏に救援で一軍公式戦にデビュー。以降も、先発・中継ぎの両方で公式戦での登板を重ねた。同年7月9日の対東京ヤクルトスワローズ戦（明治神宮野球場）では、同点の4回裏からの救援登板で2回を無失点に抑えると、チームが勝ち越したことから一軍初勝利を挙げた。先発に起用された8月16日の対阪神タイガース戦（京セラドーム大阪）では、150球を投げた末に、7被安打無失点6奪三振という内容で初完投・初完封を達成した。一軍公式戦全体では、30試合の登板で、3勝6敗1ホールド、防御率4.74を記録。
2009年には、オープン戦の期間中に故障した影響で、レギュラーシーズン中の一軍昇格は8月21日にまで持ち越された。昇格後の一軍公式戦には、主に中継ぎとして登板。チームに先発要員が不足していたシーズン終盤には、2試合に先発すると、通算14イニングで3失点に抑えた。一軍公式戦全体では、11試合に登板。勝敗は付かなかったものの、防御率を1.76にとどめた。
2010年には、一軍公式戦18試合に登板。先発では1試合に登板しただけで、前年に続いて中継ぎでの起用が多かったが、2年ぶりの勝利とホールドを記録した。ただし、防御率は6.13にまで達している。

### オリックス時代

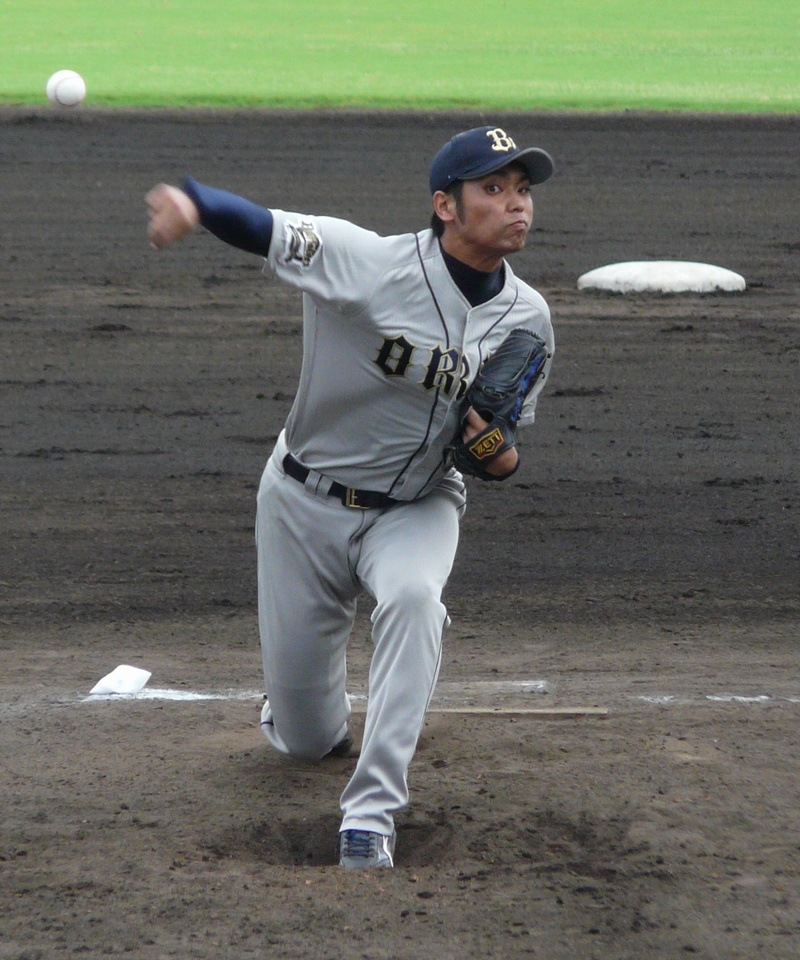
オリックス時代（2011年8月23日）

2010年11月11日、一輝との交換トレードで野中信吾とともにオリックス・バファローズへ移籍。背番号は13。
2011年には、公式戦10試合に登板。勝敗は付かず、防御率は3.50であった。2012年には、ウエスタン・リーグ公式戦22試合に登板。5勝1敗、防御率2.61を記録したが、一軍公式戦には2試合の登板にとどまった。2013年には公式戦6試合、2014年には公式戦4試合に登板。しかし、いずれも勝敗は付かず、シーズンの大半を二軍で過ごした。

### 阪神時代
2014年11月7日、白仁田寛和との交換トレードで阪神タイガースへ移籍。当時手薄だった中継ぎ投手の補強を図っていた阪神球団と、白仁田を先発要員と見込んだオリックス球団の思惑が一致した末のトレード成立で、桑原も移籍を機に白仁田の背番号64を引き継いだ。
2015年には、プロ入り後初めて、レギュラーシーズンを一軍でスタート。3月27日に京セラドームで催された中日ドラゴンズとの開幕戦を皮切りに、開幕3カード（9試合）のうち4試合に救援で登板した。もっとも、無失点で凌いだのは1試合だけで、4月3日に出場選手登録を抹消。5月中旬にも救援で公式戦2試合に登板したが、シーズンを通じて勝敗は付かず、防御率は8.53にとどまった。
2016年には、ウエスタン・リーグ公式戦29試合の登板で、1勝3敗2セーブ、防御率2.42を記録。しかし、プロ入り後初めて一軍公式戦での登板機会はなかった。
2017年には、オープン戦8試合の救援登板で防御率1.17という好成績を残したことから、自身2年ぶりの開幕一軍入りを果たした。4月5日の対東京ヤクルトスワローズ戦（京セラドーム）で、一軍公式戦としては横浜時代の2010年4月4日の対ヤクルト戦で記録して以来7年（2558日）ぶりに勝利。4月中旬以降は、クローザーのラファエル・ドリスにつなぐセットアッパーとして、前年からのセットアッパーであるマルコス・マテオと共に勝利の方程式へ組み込まれた。また、4月5日の対ヤクルト戦から5月21日の同カード（神宮）までは16登板試合連続、5月27日の対DeNA戦から7月18日の対広島戦（いずれも甲子園）までは（セ・パ交流戦での10試合を含む）19登板試合連続で無失点を記録。レギュラーシーズン全体では、一軍公式戦でチームトップの67試合へ登板すると、防御率1.51、4勝2敗、39ホールドという好成績を残した。さらに、マテオと同数の43ホールドポイントを記録したことから、セントラル・リーグ（セ・リーグ）最優秀中継ぎ投手のタイトルをマテオと分け合った。レギュラーシーズン2位で迎えたDeNAとのクライマックスシリーズ（CS）ファーストステージ（甲子園）でも、2試合に登板。大雨の中で同点の局面からの登板を強いられた第2戦（15日）では、6失点と7被安打（NPBのプレーオフおよびCSへ登板した投手の1イニング最多被安打タイ記録）を喫した末に黒星を喫した。シーズンを通じての大活躍を背景に、シーズン終了後の12月7日には、推定年俸4500万円という条件で契約を更改。前年の年俸（推定800万円）から3700万円もの昇給で、昇給率463%は更改の時点で球団の歴代日本人選手最高とされる。NPB球団への在籍が連続3シーズン以上で、前々年までに一軍公式戦へ出場していながら前年に出場機会のなかった選手が一軍のレギュラーシーズンでリーグのタイトルを獲得した事例は、野手や（オリックス時代にプレーを経験していた）パシフィック・リーグの選手を含めてもこの年の桑原が初めて。上記の契約更改に際しては、一軍監督として桑原を重用していた金本知憲が、球団に対して「桑原に高給を出して下さい」と要請していたという。
2018年には、前年に続いてシーズンを通してセットアッパーとして活躍。一軍公式戦への通算登板数は62試合で、2年連続の60試合登板を達成したほか、5勝3敗32ホールド、防御率2.68を記録した。シーズン終了後の12月11日には、推定年俸6000万円（前年から1500万円増）という条件で契約を更改した。
2019年には、レギュラーシーズンの開幕を一軍で迎えたものの、公式戦7試合に登板しただけで4月20日に出場選手登録を抹消。右肘のコンディションが上向かなかったこともあって、抹消後はシーズン終了まで一軍に復帰できなかった。シーズン終了後の契約交渉では、NPBの年俸減額制限（減俸率25%）を適用することを球団から提示された末に、推定年俸4500万円という条件で契約を更改。
2020年には、「（34歳という年齢を考えると）もう一度あそこ（一軍の公式戦）で投げるためには（右肘の痛みと）付き合っていくしかない」との覚悟で、右肘の手術を受けずに春季キャンプから二軍で調整。レギュラーシーズンの開幕直前（6月上旬）には、二軍と一軍の練習試合へ相次いで登板できるまでに右肘のコンディションが回復していた。開幕からの一軍入りは見送られたものの、シーズン中盤の9月10日付で、前年（2019年）4月以来およそ1年半ぶりに出場選手登録。3日後（13日）の対広島戦6回表に、一軍公式戦としては前年4月19日の対巨人戦以来513日ぶりの登板を果たすと、シーズン終了までに12試合へ登板した。さらに、10月11日の対DeNA戦（いずれも甲子園）で、自身543日ぶりのホールドを記録。シーズン終了までの登板試合で1ホールドを追加したが、セットアッパーへの本格的な復帰までには至らなかった。シーズン終了後の契約交渉で、前年を上回る幅での減俸を球団から提示された末に、推定年俸2400万円（前年から47%減）という条件で契約を更改。
2021年には、春季二軍キャンプからのスタートながら、レギュラーシーズンの開幕を一軍で迎えた。開幕後は一軍公式戦7試合に登板したものの、通算の防御率は9.00で、5月19日以降は一軍から遠ざかっていた。8月28日に四国アイランドリーグplus・徳島インディゴソックスとの練習試合にファームチームの一員として登板した際に限界を感じたことから、このシーズン限りでの現役引退を決断。シーズン終盤の9月20日に臨んだ引退会見では、一軍の救援陣を共に支えた後輩の左投手・岩崎優からサプライズで花束を渡される一幕があった。なお、球団からは引退試合や引退セレモニーの開催を打診されたが、本人は「9月30日までは（普段どおりに）ユニフォームを着て練習したい」との理由で単独での開催を固辞。結局、球団は同月25日に組まれていた古巣・オリックスとのウエスタン・リーグ公式戦の会場を阪神鳴尾浜球場から甲子園球場へ変更したうえで、同月16日に引退を表明していた俊介との合同引退試合として開催した。二軍（ファームチーム）が前日24日の同カード（甲子園）で3年ぶりのリーグ優勝を決めたことも踏まえての開催で、桑原は2点リードの9回表二死から登板。対戦した大下誠一郎を3球で空振り三振に仕留めたことによって、14年間の現役生活を締めくくった。試合後には前述した意向から引退セレモニーへ参加しなかったものの、俊介の引退セレモニーと胴上げに続いて、チームメイトから5回にわたって胴上げされた。

### 引退後
引退後は複数企業の面接を受け、最終的には元チームメイトの高宮和也から誘いを受けたスポーツ用品小売りのヒマラヤに入社。岡山市内の店舗で野球用具売り場を担当する他、野球教室で月に1、2度指導を行うという。
2024年3月1日付でタイガースアカデミーのコーチ（事業本部振興部）に就任した。

## 選手としての特徴
変則的なスリークォーターから繰り出す最速152km/hのストレートと、打者の手元で小さく鋭く変化する「真っスラ」とカットボール、さらに球速130km/h前後の変化の大きいスライダーを武器とする。「真っスラ」は大学時代に「糸を引くようなストレートを投げたい」との一心で試行錯誤を重ねるうちに偶然投げられるようになったものであり、意図的に変化させているものではなくあくまで「握りは真っすぐ」であるという。
阪神への移籍直後までは制球力に大きな課題を残していたが、阪神時代の2016年から2017年にかけて、二軍投手コーチ（当時）の久保康生からピッチングフォーム全体の改造指導を受けたことを境に制球が安定。2017年以降の飛躍に繋がった。特に2018年シーズンにおいては、K/BBが50イニング以上に登板したセ・リーグ投手の中でトップの5.42を記録した。
少ない球種ながら球威、キレ、制球力で打者を圧倒する投球スタイルから「和製マリアノ・リベラ」とも称される。

## 人物・エピソード
愛称は「クワさん」。また、横浜時代は自身がお笑い芸人の小島よしおと風貌が似ていることから、小島の持ちギャグにちなんで「ハマのオッパッピー」とも呼ばれた。
阪神3年目の2017年には、当時一軍監督だった金本が、オープン戦から桑原を積極的に起用。契約更改を前に、桑原への大幅昇給を球団に掛け合ったという。金本によれば、桑原は「現役時代に苦手にしていた投手の1人」とされる。また、この年には「ヤナセ・阪神タイガースMVP賞」を受賞。副賞としてメルセデス・ベンツC180を贈呈されたものの、横浜時代に契約金で購入した中古車を愛車として乗り続けている。金本は2018年の阪神監督退任を機に球界の現場を離れているが、桑原は2021年の現役引退会見で金本への恩義を示した。

## 詳細情報

### 年度別投手成績
| 年 度      | 球 団      | 登 板 | 先 発 | 完 投 | 完 封 | 無 四 球 | 勝 利 | 敗 戦 | セ 丨 ブ | ホ 丨 ル ド | 勝 率 | 打 者 | 投 球 回 | 被 安 打 | 被 本 塁 打 | 与 四 球 | 敬 遠 | 与 死 球 | 奪 三 振 | 暴 投 | ボ 丨 ク | 失 点 | 自 責 点 | 防 御 率 | W H I P |
| ---------- | ---------- | ----- | ----- | ----- | ----- | -------- | ----- | ----- | -------- | ----------- | ----- | ----- | -------- | -------- | ----------- | -------- | ----- | -------- | -------- | ----- | -------- | ----- | -------- | -------- | ------- |
| 2008       | 横浜       | 30    | 10    | 1     | 1     | 0        | 3     | 6     | 0        | 1           | .333  | 345   | 76.0     | 85       | 8           | 33       | 1     | 7        | 52       | 2     | 0        | 44    | 40       | 4.74     | 1.55    |
| 2009       | 横浜       | 11    | 2     | 0     | 0     | 0        | 0     | 0     | 0        | 0           | ----  | 117   | 30.2     | 18       | 2           | 9        | 0     | 2        | 17       | 0     | 0        | 6     | 6        | 1.76     | 0.88    |
| 2010       | 横浜       | 18    | 1     | 0     | 0     | 0        | 1     | 2     | 0        | 1           | .333  | 118   | 25.0     | 25       | 4           | 16       | 1     | 4        | 19       | 0     | 0        | 17    | 17       | 6.13     | 1.64    |
| 2011       | オリックス | 10    | 0     | 0     | 0     | 0        | 0     | 0     | 0        | 0           | ----  | 78    | 18.0     | 16       | 3           | 8        | 0     | 3        | 18       | 1     | 0        | 7     | 7        | 3.50     | 1.33    |
| 2012       | オリックス | 2     | 0     | 0     | 0     | 0        | 0     | 0     | 0        | 0           | ----  | 8     | 2.0      | 0        | 0           | 1        | 0     | 1        | 1        | 0     | 0        | 0     | 0        | 0.00     | 0.50    |
| 2013       | オリックス | 6     | 0     | 0     | 0     | 0        | 0     | 0     | 0        | 0           | ----  | 42    | 8.2      | 8        | 0           | 6        | 0     | 2        | 10       | 0     | 0        | 8     | 6        | 6.23     | 1.62    |
| 2014       | オリックス | 4     | 0     | 0     | 0     | 0        | 0     | 0     | 0        | 0           | ----  | 26    | 5.1      | 7        | 0           | 3        | 0     | 0        | 6        | 0     | 0        | 1     | 1        | 1.69     | 1.88    |
| 2015       | 阪神       | 6     | 0     | 0     | 0     | 0        | 0     | 0     | 0        | 0           | ----  | 34    | 6.1      | 9        | 1           | 6        | 0     | 0        | 5        | 1     | 0        | 6     | 6        | 8.53     | 2.37    |
| 2017       | 阪神       | 67    | 0     | 0     | 0     | 0        | 4     | 2     | 0        | 39          | .667  | 261   | 65.2     | 52       | 2           | 10       | 0     | 3        | 63       | 2     | 0        | 11    | 11       | 1.51     | 0.94    |
| 2018       | 阪神       | 62    | 0     | 0     | 0     | 0        | 5     | 3     | 0        | 32          | .625  | 239   | 57.0     | 52       | 6           | 12       | 2     | 4        | 65       | 1     | 0        | 19    | 17       | 2.68     | 1.12    |
| 2019       | 阪神       | 7     | 0     | 0     | 0     | 0        | 2     | 0     | 0        | 3           | 1.000 | 28    | 5.0      | 10       | 1           | 3        | 0     | 1        | 6        | 0     | 0        | 9     | 5        | 9.00     | 2.60    |
| 2020       | 阪神       | 12    | 0     | 0     | 0     | 0        | 0     | 0     | 0        | 2           | ----  | 43    | 10.1     | 7        | 2           | 4        | 0     | 0        | 8        | 1     | 0        | 4     | 4        | 3.48     | 1.06    |
| 2021       | 阪神       | 7     | 0     | 0     | 0     | 0        | 0     | 0     | 0        | 0           | ----  | 33    | 7.0      | 8        | 2           | 4        | 0     | 1        | 7        | 1     | 0        | 7     | 7        | 9.00     | 1.71    |
| 通算：13年 | 通算：13年 | 242   | 13    | 1     | 1     | 0        | 15    | 13    | 0        | 78          | .536  | 1372  | 317.0    | 297      | 31          | 115      | 4     | 28       | 277      | 9     | 0        | 139   | 127      | 3.61     | 1.30    |

- 各年度の太字はリーグ最高

### 年度別守備成績
| 年 度 | 球 団      | 投手  | 投手  | 投手  | 投手  | 投手  | 投手     |
| 年 度 | 球 団      | 試 合 | 刺 殺 | 補 殺 | 失 策 | 併 殺 | 守 備 率 |
| ----- | ---------- | ----- | ----- | ----- | ----- | ----- | -------- |
| 2008  | 横浜       | 30    | 4     | 16    | 1     | 1     | .952     |
| 2009  | 横浜       | 11    | 5     | 4     | 0     | 1     | 1.000    |
| 2010  | 横浜       | 18    | 0     | 7     | 0     | 0     | 1.000    |
| 2011  | オリックス | 10    | 0     | 2     | 0     | 0     | 1.000    |
| 2012  | オリックス | 2     | 0     | 0     | 0     | 0     | ----     |
| 2013  | オリックス | 6     | 0     | 1     | 0     | 0     | 1.000    |
| 2014  | オリックス | 4     | 2     | 0     | 0     | 0     | 1.000    |
| 2015  | 阪神       | 6     | 1     | 2     | 0     | 0     | 1.000    |
| 2017  | 阪神       | 67    | 3     | 9     | 1     | 1     | .923     |
| 2018  | 阪神       | 62    | 1     | 3     | 1     | 0     | .800     |
| 2019  | 阪神       | 7     | 0     | 0     | 0     | 0     | ----     |
| 2020  | 阪神       | 12    | 1     | 1     | 0     | 0     | 1.000    |
| 2021  | 阪神       | 7     | 1     | 2     | 0     | 0     | 1.000    |
| 通算  | 通算       | 242   | 18    | 47    | 3     | 3     | .956     |

### タイトル
- 最優秀中継ぎ投手：1回（2017年）

### 表彰
- ヤナセ・阪神タイガースMVP賞（2017年）[38]
- 関西スポーツ賞 特別賞（2018年）[39][40]

### 記録
- 初登板：2008年4月6日、対広島東洋カープ3回戦（広島市民球場）、8回裏に4番手で救援登板・完了、1回3失点[41]
- 初奪三振：同上、8回裏に東出輝裕から空振り三振[41]
- 初ホールド：2008年5月26日、対オリックス・バファローズ2回戦（横浜スタジアム）、6回表に2番手で救援登板、2回無失点[42]
- 初先発登板：2008年6月4日、対埼玉西武ライオンズ2回戦（西武ドーム）、5回2失点で敗戦投手[43]
- 初勝利：2008年7月9日、対東京ヤクルトスワローズ10回戦（明治神宮野球場）、4回裏に2番手で救援登板、2回無失点[44]
- 初先発勝利・初完投勝利・初完封勝利：2008年8月16日、対阪神タイガース15回戦（京セラドーム大阪）[45]

### 背番号
- 38（2008年 - 2010年）
- 13（2011年 - 2014年）
- 64（2015年 - 2021年）

### 登場曲
- 「LIFE」キマグレン（2008年 - 2009年）
- 「ラッキーカラー」SHY（2010年 - 2014年）
- 「White light」Superfly（2015年）
- 「Raise your flag」MAN WITH A MISSION（2016年 - 2019年）
- 「No.005」Unknöwn Kun（2020年）
- 「NAME」NOISEMAKER（2021年）